# Fryderyk IV (landgraf Turyngii)
Fryderyk IV zwany Zgodliwym, niem. Friedrich der Friedfertige (ur. przed 30 listopada 1384, zm. 7 maja 1440 r.) – landgraf Turyngii od 1406 r. z dynastii Wettinów.

## Życiorys
Był jedynym synem landgrafa Turyngii Baltazara. W 1406 r. odziedziczył po nim Turyngię z tytułem landgrafa. W 1407 r. zmarł stryj Fryderyka, margrabia Miśni Wilhelm I Jednooki, Baltazar zgłosił roszczenie do jego dziedzictwa, szybciej działali jednak jego kuzynowie, Fryderyk I Kłótnik i Wilhelm II Bogaty, synowie innego stryja Fryderyka, Fryderyka III Srogiego. Spór trwał kilka lat, w czasie jego trwania Baltazar wbrew woli kuzynów poślubił Annę, córkę hrabiego Günthera von Schwarzburg, który chciał osiągnąć jak największe wpływy w Turyngii, osłabiając związki między Wettinami. Ostatecznie, w 1410 r. Fryderyk uznał w zawartym z kuzynami układzie ich władzę na większości spornego terytorium Miśni uzyskując tylko wschodnią część tego regionu oraz odszkodowanie. Jednak już w 1412 r. doszło do otwartego konfliktu zbrojnego: kuzyni wkroczyli do Turyngii i zmusili Fryderyka do nowego układu zawierającego postanowienia osłabiające wpływ Schwarzburga na sprawy turyńskie. Ponowna regulacja spraw między kuzynami nastąpiła w 1417 r. Fryderyk dostawał się odtąd pod coraz większą kontrolę z ich strony, m.in. wskutek rosnącego zadłużenia. Na dodatek pozycja polityczna kuzynów znacząco wzrosła w 1423 r., gdy Fryderyk I Kłótnik otrzymał elektorat saski. 
Fryderyk odtąd skoncentrował się na sprawach lokalnych, próbując dokonać poprawy ekonomicznej sytuacji Turyngii oraz rozbudowując Weimar, który był jego siedzibą. Wzrastało też zagrożenie ze strony husytów – w jego obliczu Fryderyk musiał korzystać z pomocy synów Fryderyka Kłótnika (którzy objęli władzę po śmierci ojca w 1428 r., m.in. Fryderyk II Łagodny i Wilhelm II). Ponieważ uzależnienie Fryderyka od swoich elektorskich krewnych wciąż rosło, a on sam pozostawał bez spadkobierców mimo dość zaawansowanego już wieku, niemal pewne już stało się, że synowie Kłótnika będą jego dziedzicami. Młody Wilhelm II nawet został wysłany w 1437 r. na dwór Fryderyka, jako potencjalny jego następca, aby przygotować się do przejęcia rządów. I faktycznie, zgodnie z przewidywaniami, po bezpotomnej śmierci Fryderyka w 1440 r. Turyngia została przyłączona do Saksonii rządzonej przez synów Fryderyka Kłótnika, od 1445 r. jako osobne księstwo Wilhelma II, a po śmierci tego ostatniego włączona w granice Saksonii.
Przydomek Fryderyka pochodził od jego niechęci do wojny i prób rozwiązywania problemów na drodze legalnej. Pozostawał on także pod dużym wpływem otoczenia, przede wszystkim swojej żony oraz innych krewnych (początkowo teścia, a następnie kuzynów i ich potomków). W 1436 r. rozkazał wypędzenie Żydów z Turyngii.